# Alexandre Ediri
Alexandre Ediri, né le 30 janvier 1998, est un escrimeur français.

## Biographie
Lors des Championnats d'Europe d'escrime 2022 à Antalya, Alexandre Ediri remporte la médaille d'argent en fleuret par équipes.
Il remporte la médaille d'argent en fleuret par équipes aux Jeux européens de 2023 à Cracovie, qui font office de Championnats d'Europe pour les épreuves par équipes.